# Cumulopuntia

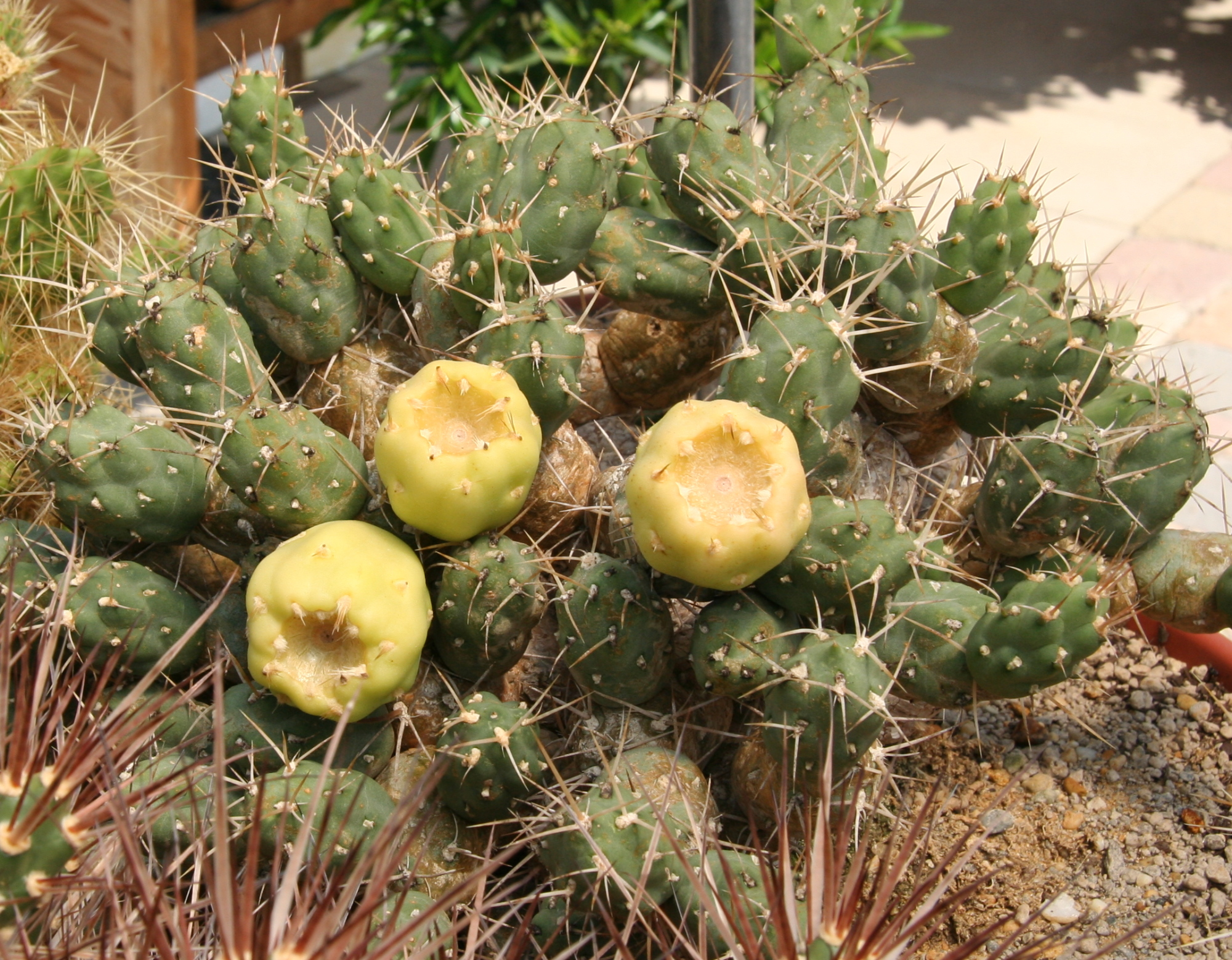
Cumulopuntia boliviana mit Früchten

Cumulopuntia ist eine Pflanzengattung aus der Familie der Kakteengewächse (Cactaceae). Der botanische Name der Gattung leitet sich vom lateinischen Substantiv „cumulus“ für Haufen ab und verweist auf die Wuchsform der Pflanzen.

## Beschreibung
Die  Arten der Gattung Cumulopuntia wachsen niedrig und bilden dicht verzweigte Polster. Die kugelförmigen, elliptischen oder eiförmigen Triebabschnitte sind prall und ungefähr 10 Zentimeter lang. Die winzigen, 9,5 bis 5 Millimeter langen Laubblätter sind meist zylindrisch und fallen frühzeitig ab. Die Areolen tragen Glochiden, Haare und für gewöhnlich Dornen.
Die roten oder gelben Blüten schließen sich in der Nacht. Die elliptischen, ei- bis kugelförmigen Früchte sind dickwandig und fleischig. Sie enthalten kugelförmig bis kugel-eiförmige bis birnenförmige, beige bis braune, manchmal gerunzelte Samen von 3 bis 5,5 Millimeter Länge.

## Systematik und Verbreitung
Die Arten der Gattung Cumulopuntia sind im Süden von Peru, in Chile, in Bolivien und im Norden von Argentinien verbreitet.
Die Erstbeschreibung der Gattung wurde 1980 von Friedrich Ritter vorgenommen. Die Typusart der Gattung ist Cumulopuntia ignescens.

### Systematik nach N.Korotkova et al. (2021)
Die Gattung umfasst die folgenden Arten:
- Cumulopuntia boliviana (Salm-Dyck) F.Ritter
  - Cumulopuntia boliviana subsp. boliviana
  - Cumulopuntia boliviana subsp. dactylifera (Vaupel) D.R.Hunt
  - Cumulopuntia boliviana subsp. echinacea (F.Ritter) D.R.Hunt
  - Cumulopuntia boliviana subsp. ignescens (Vaupel) D.R.Hunt
- Cumulopuntia chichensis (Cárdenas) E.F.Anderson
- Cumulopuntia corotilla (K.Schum. ex Vaupel) E.F.Anderson
- Cumulopuntia glomerata (Pfeiff.) Hoxey
- Cumulopuntia ignota (Britton & Rose) F.Ritter
- Cumulopuntia iturbicola G.J.Charles
- Cumulopuntia leucophaea (Phil.) Hoxey
- Cumulopuntia rossiana (Heinrich & Backeb.) F.Ritter
- Cumulopuntia sphaerica (C.F.Först.) E.F.Anderson
- Cumulopuntia subterranea (R.E.Fr.) F.Ritter
  - Cumulopuntia subterranea subsp. pulcherrima (Halda & Horáček) G.J.Charles
  - Cumulopuntia subterranea subsp. subterranea
- Cumulopuntia zehnderi (Rauh & Backeb.) F.Ritter

Ein Synonym der Gattung ist Sphaeropuntia Guiggi (2012).

### Systematik nach E.F.Anderson/Eggli (2005)
Zur Gattung gehören die folgenden Arten:
- Cumulopuntia boliviana (Salm-Dyck) F.Ritter
- Cumulopuntia chichensis (Cárdenas) E.F.Anderson
- Cumulopuntia corotilla (K.Schum. ex Vaupel) E.F.Anderson
- Cumulopuntia crassicylindrica (Rauh & Backeb.) F.Ritter ex Eggli = Cumulopuntia sphaerica (C.F.Först.) E.F.Anderson
- Cumulopuntia dactylifera (Vaupel) E.F.Anderson ≡ Cumulopuntia boliviana subsp. dactylifera (Vaupel) D.R.Hunt
- Cumulopuntia frigida F.Ritter
- Cumulopuntia fulvicoma (Rauh & Backeb.) E.F.Anderson
- Cumulopuntia galerasensis F.Ritter
- Cumulopuntia hystrix F.Ritter
- Cumulopuntia ignescens (Vaupel) F.Ritter ≡ Cumulopuntia boliviana subsp. ignescens (Vaupel) D.R.Hunt
- Cumulopuntia mistiensis (Backeb.) E.F.Anderson = Cumulopuntia corotilla (K.Schum. ex Vaupel) E.F.Anderson
- Cumulopuntia pentlandii (Salm-Dyck) F.Ritter = Cumulopuntia boliviana subsp. boliviana
- Cumulopuntia pyrrhacantha (K.Schum.) F.Ritter = Cumulopuntia boliviana subsp. boliviana
- Cumulopuntia recurvata Gilmer & H.P.Thomas  ≡ Tephrocactus recurvatus (Gilmer & H.P.Thomas) D.R.Hunt & Ritz
- Cumulopuntia rossiana (Heinrich & Backeb.) F.Ritter
- Cumulopuntia sphaerica (C.F.Först.) E.F.Anderson
- Cumulopuntia ticnamarensis F.Ritter = Cumulopuntia boliviana subsp. ignescens (Vaupel) D.R.Hunt
- Cumulopuntia tortispina F.Ritter = Cumulopuntia boliviana subsp. ignescens (Vaupel) D.R.Hunt
- Cumulopuntia tumida F.Ritter
- Cumulopuntia unguispina (Backeb.) F.Ritter = Cumulopuntia sphaerica (C.F.Först.) E.F.Anderson

Ein Synonym der Gattung ist Sphaeropuntia Guiggi (2012).

## Nachweise